# Mara Torres
Mara Torres González (Madrid, 25 de septiembre de 1974) es una periodista, locutora de radio, presentadora de televisión y escritora española.

## Biografía
Licenciada en Periodismo por la Facultad de Ciencias de la Información (Universidad Complutense de Madrid), completó los cursos de postgrado en el departamento de Lengua y Literatura obteniendo el D.E.A (Diploma de Estudios Avanzados) en 2006. En 2008 comenzó estudios de Literatura Comparada en la Facultad de Filología de la UCM.
En 1994 dirigió un programa universitario en la emisora Onda Mini y en 1995 entró en la Cadena SER. Pasó por la redacción y producción del programa de Iñaki Gabilondo, Hoy por hoy, y por los programas de la emisora local de la SER: Hola Madrid y La Gran Evasión.
De 1998 a 2001, dirigió y presentó el programa de entrevistas A contraluz y desde esa fecha y hasta julio de 2006, Hablar por hablar (Cadena SER), líder de las madrugadas radiofónicas que llegó a superar los 740.000 oyentes.
En octubre de 2006 pasó a formar parte de los Servicios Informativos de Televisión Española para presentar La 2 noticias, el informativo más premiado de la historia de la televisión, con más de 150 galardones, labor que compaginó con otros proyectos dentro de RTVE. Estuvo al frente del programa hasta el 26 de julio de 2018.
En 2009 presenta y modera el programa Cine con debate en Cultural·es. En 2009 presenta junto al periodista Carlos del Amor el espacio En La 2. En 2013 presentó y codirigió el programa Torres y Reyes junto al humorista Joaquín Reyes. En 2016 colabora de manera altruista con SEO/Birdlife narrando los 28 capítulos sobre la Red Natura 2000, serie documental que fue emitida los sábados en la sobremesa de La 2.
En octubre de 2018 comienza a presentar en la Cadena SER, El Faro, un programa nocturno con idea original suya que incorpora una novedosa fórmula desarrollada entre invitados y oyentes.  
En 2022 participa en Sentimos las molestias, serie protagonizada por Antonio Resines y Miguel Rellán, donde se interpreta a sí misma haciendo una entrevista a Resines en la que lo pone en un aprieto.

### Otros
Ha publicado artículos y relatos en diferentes medios e impartido clases y charlas sobre temas periodísticos y culturales. Ha moderado debates, por ejemplo, en el Foro de la Cultura de Burgos (sobre la transcendencia del arte) con Rafael Moneo, Monseñor Amigo y Antonio López como invitados (dic. 2014) o el encuentro sobre filosofía y sociología con Zygmunt Bauman y Javier Gomá (nov. 2015). Además de formar parte del jurado de los Premios Ondas 2015 (categoría radio) y del Premio de Periodismo Miguel Delibes de Valladolid (dic. 2015), entre otros.
En 2013 interpone una demanda judicial contra Hacienda por no haberle concedido la exención fiscal del 40% al haber sido finalista en el Premio Planeta, del cual la periodista se ahorraría cerca de 33.000 euros de un premio de 150.000 euros. 

## Libros editados

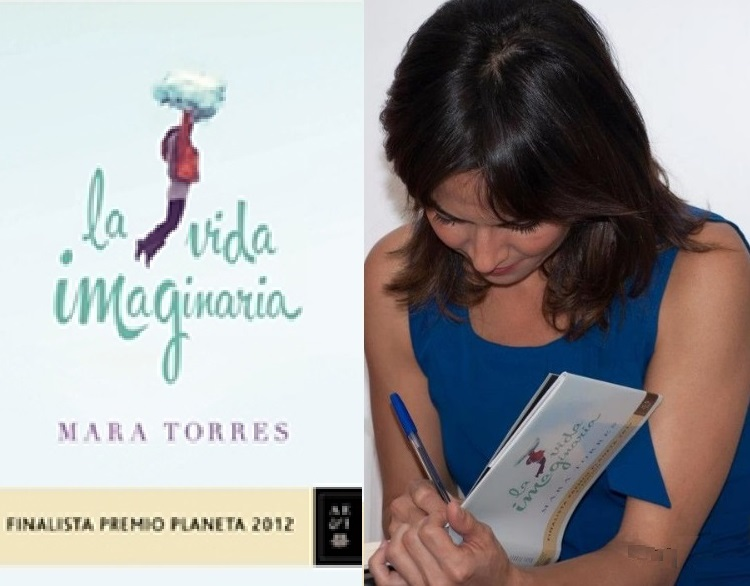
Mara Torres firmando ejemplares de La vida imaginaria, novela finalista del Premio Planeta, en la Feria del Libro de Madrid (junio de 2013).

- Hablar por hablar. Historias de madrugada: Editado por Aguilar en el año 2004, en el que recopila las conversaciones y anécdotas más interesantes y curiosas de su época al frente programa. En enero de 2018 se estrenó la obra de teatro "Hablar por hablar. Historias de madrugada de la radio al teatro". Escrita por cinco dramaturgos, dirigida por Fernando Sánchez-Cabezudo y producida por Cornejo, el libreto incluye textos extraídos del libro de Mara Torres.
- Sin ti. Cuatro miradas desde la ausencia: Libro finalista en el IV Premio Setenil al Mejor Libro de Relatos publicado en España en 2006. Editado por Aguilar, la autora narra cuatro relatos protagonizados por personas que perdieron a un ser querido, al tiempo que realiza un homenaje a la cotidianidad y a la vida compartida. Los protagonistas del libro son: la escritora Dulce Chacón y su hermana Inma Chacón; el historiador Javier Tusell y su hija Veva; el músico Alejandro Pelayo y la pianista Mayte Gutiérrez; y el dramaturgo Antonio Buero Vallejo y su mujer, la actriz Victoria Rodríguez.[7]
- La vida imaginaria: Finalista al Premio Planeta 2012. Protagonizada por Fortunata Fortuna. Una novela que habla de amor y desamor, de la necesidad que tenemos los seres humanos de reinventarnos tras un fracaso, una historia en la que realidad y deseo se confunden.[8]
- Los días felices (Planeta, 2017): Una historia sobre los años más intensos de la vida, en los que se dibujan algunos de nuestros días más felices. Sinopsis: «Si el ser humano quiere saber cómo es su vida solo tiene que observar su día de cumpleaños cada cinco años desde la mañana a la noche. Porque cada cinco años el mundo cambia y cuando uno se quiere dar cuenta, es otro.» Miguel recibe una tarde la llamada inesperada de Claudia. A partir de su encuentro, la novela narra la vida de Miguel contada a través del día de su cumpleaños cada cinco años: el tiempo en Cambria; la relación con su mejor amigo; la universidad; la ciudad; y, sobre todo, los sentimientos y sus contrapartidas. En Los días felices, Mara Torres describe la etapa más cambiante del ser humano, en la que el amor, la amistad, la cotidianidad y los sueños quedan reflejados en una historia tan sencilla, compleja y divertida como la propia vida.[9]
- Recuérdame bailando (Planeta, 2025): Un gran homenaje a su hermana Alicia para tratar de entender las razones que la llevaron al suicidio, y una forma también de seguir demostrándole su amor, más allá del tiempo y la existencia. Este relato en primera persona se cruza con un texto de su hermana que encontraron entre sus pertenencias. Un diario en el que Alicia Torres iba desgranando su vida. El resultado es esclarecedor y emocionante, porque nos sumerge en los sentimientos de alguien que se aferraba a cualquier atisbo de felicidad para superar la existencia. En palabras de la autora: «Este no es un libro sobre mi familia ni sobre el suicidio. Es un libro sobre la mente de mi hermana pequeña y el proceso que la sumerge en la oscuridad total. Es la historia de alguien que deseaba vivir, pero no fue capaz de conseguirlo».[10]

## Premios
- JUnio 2025: Premio Salud Mental Castilla y León por el libro Recuérdame bailando (Planeta, 2025) (https://www.sercomunicacion.com/mara-torres-ganadora-premios-salud-mental-2025/)
- Diciembre de 2023: Premio Nacional de Periodismo Miguel Delibes.Torres, Mara (13 de diciembre de 2023). «Mara Torres, ganadora del XXVII Premio Nacional de Periodismo Miguel Delibes». Efe.com. Consultado el 13 de diciembre de 2023.
- Octubre de 2023: El programa "El Faro", dirigido y presentado por Mara Torres, gana el Premio Ondas 2023 al mejor programa de radio.[11][12]
- Octubre de 2023: Antena de Oro de la Federación de Asociaciones de Radio y Televisión.
- Enero de 2023: Premio del Festival Actual en reconocimiento a su trayectoria profesional, su labor comunicativa y de divulgación cultural en el programa "El Faro" de la Cadena SER.
- Junio de 2018 (colectivo): La 2 noticias obtiene en la categoría de Medios de Comunicación el premio por su sección "Mujeres en el deporte" de la XXXVI Gala del Deporte de Torrelodones.
- Marzo de 2018 (colectivo): La 2 noticias obtiene el Premio Comunicación Consciente de la Red TBS Solidarios por su información comprometida con los Derechos Humanos, la independencia y el rigor en un contexto comunicativo público.
- Noviembre de 2016: 1.ᵉʳ Premio a la Difusión Cultural de ManchaArte en Ciudad Real.
- Septiembre de 2015: Mara Torres es galardonada en la 6.ª edición de los Premios Corresponsables, por su implicación desinteresada en asuntos de responsabilidad social.
- Junio de 2014 (colectivo): La 2 noticias gana el Premio Especial Manos Unidas.
- Marzo de 2014: Premio E-award a la Personalidad del Año en e-Show Barcelona 2014.
- Junio de 2013: Premio Lifestyle a las Letras.
- Junio de 2013 (colectivo): Premio La Inercia en su categoría de Premios Comunicación Bien para La 2 noticias.
- Octubre de 2012: Finalista en la 61.ª edición del Premio Planeta con su novela La vida imaginaria.
- Junio de 2012 (colectivo): premio al Mejor Medio en los Premios de la Música Independiente para La 2 noticias.
- Abril de 2010 (colectivo): premio a la Libertad de Expresión del semanario cultural Avuelapluma para La 2 noticias.
- Diciembre de 2009 (colectivo): Para La 2 noticias. Premio a la Mejor Labor Informativa en Investigación, Desarrollo e Innovación que entrega Asimelec.
- Septiembre de 2009 (colectivo): La 2 noticias obtuvo el Premio al Mejor Programa de Televisión que otorga el Festival Pop-Eye de Cáceres.
- Abril de 2009 (colectivo): Mara Torres y el equipo de La 2 noticias ganan el primer Premio de Periodismo Joven Iberoamericano "La Pepa 1812" en la categoría de Audiovisual, por el trabajo titulado "Especial sesenta aniversario de los Derechos Humanos".
- 2008 (colectivo): La 2 noticias obtuvo el Premio Pueblo Nuevo por su apoyo a la comunidad de inmigrantes.
- 2007: Micrófono de Plata en la categoría de Revelación de la Asociación Profesional Española de Informadores de Prensa, Radio y Televisión (APEI) por su labor en La 2 noticias de TVE.
- 2006 (colectivo): La 2 noticias obtuvo el Premio Juan Luis Marroquín en la categoría de Medios de Comunicación.
- 2003: Antena de Oro de la Federación de Asociaciones de Radio y Televisión.